# Колкутин, Виктор Викторович
Ви́ктор Ви́кторович Колку́тин (20 марта 1959, Ростов, Ярославская область, РСФСР, СССР — 21 сентября 2018, Москва, Россия) — советский и российский судебный медик, доктор медицинских наук (1996), профессор по специальности «Судебная медицина» (2003), полковник медицинской службы ВС РФ. Заслуженный врач Российской Федерации (2007).

## Биография
Виктор Колкутин родился 20 марта 1959 года в городе Ростове Ярославской области, в семье служащих. 
В 1976 году окончил среднюю общеобразовательную школу и в августе того же года поступил в Военно-медицинскую академию имени С. М. Кирова в Ленинграде. После окончания академии в 1982 году был направлен для прохождения военной службы в должности врача-радиолога на Тихоокеанский флот. В 1985 году участвовал в ликвидации последствий аварии ядерного реактора в бухте Чажма. Являлся «Ветераном подразделений особого риска». 
В 1987 году поступил и в 1990 году окончил адъюнктуру при кафедре судебной медицины Военно-медицинской академии, после чего был назначен на должность преподавателя этой кафедры. В июне 1990 года защитил диссертацию на соискание учёной степени кандидата медицинских наук на тему «Судебно-медицинская характеристика огнестрельных повреждений, причинённых 5,6-мм безоболочечными пулями, имеющими различную скорость».
В феврале 1995 года назначен старшим преподавателем кафедры судебной медицины Военно-медицинской академии имени С. М. Кирова в Санкт-Петербурге. В мае 1996 года защитил диссертацию на соискание учёной степени доктора медицинских наук на тему «Моделирование огнестрельных повреждений с использованием биологических и небиологических имитаторов». В 1996 году ему было присвоено учёное звание «доцент», а в 2003 году — «профессор».
С 1997 по 2009 годы проходил военную службу в должности начальника Центральной судебно-медицинской лаборатории Министерства обороны Российской Федерации (с 2002 года — 111-го Центра судебно-медицинских и криминалистических экспертиз Минобороны России; с 2005 года — 111-го Главного государственного центра судебно-медицинских и криминалистических экспертиз Минобороны России) — Главного судебно-медицинского эксперта Минобороны России.
С апреля 2009 года по декабрь 2010 года — директор Российского центра судебно-медицинской экспертизы Минздравсоцразвития России — главный внештатный специалист Минздравсоцразвития России по судебно-медицинской экспертизе.
Работал в редакционных коллегиях и научных изданиях:
- главным редактором журнала «Судебно-медицинская экспертиза» (Москва),
- членом редакционного совета «Военно-медицинского журнала» (Москва),
- членом редакционного совета «Медицинского вестника МВД» (Москва),
- членом редакционного совета журнала «Медицинские экспертизы и право» (Москва).

Занимался общественной работой:
- являлся заместителем председателя Президиума правления Всероссийского общества судебных медиков (2005—2012 гг.),
- председателем Диссертационного совета Российского центра судебно-медицинской экспертизы Минздравсоцразвития России (2009—2011 гг.),
- заместителем председателя Экспертно-консультативного совета Комиссии при Президенте Российской Федерации по военнопленным, интернированным и пропавшем без вести (1999—2004 гг.),
- членом Экспертного совета ВАК РФ по закрытым диссертационным работам (1998—2009 гг.),
- сопредседателем «Гильдии защиты медицинских работников».

Под руководством В. В. Колкутина подготовлено и защищено восемнадцать кандидатских и одиннадцать докторских диссертаций по медицинским, медико-биологическим и юридическим наукам.
В. В. Колкутин являлся действительным членом (академиком) Российской академии медико-технических наук (РАМТН), действительным членом (академиком) Международной академии «Информация, связь, управление в технике, природе, обществе», а также членом-корреспондентом Академии военных наук Российской Федерации.
В последние годы жизни являлся профессором кафедры уголовно-правовых дисциплин юридического факультета Российского государственного социального университета.
Скончался 21 сентября 2018 года, в возрасте пятидесяти девяти лет, в Москве. Похоронен на Котляковском кладбище.

### Участие в громких расследованиях в качестве эксперта
Виктор Колкутин принимал участие в экспертном сопровождении предварительного следствия в отношении следующих инцидентов и событий:
- 2000—2002 — расследование причин гибели экипажа АПРК «Курск» 12 августа 2000 года[4];
- 2009 — техногенная катастрофа на Саяно-Шушенской ГЭС 17 августа 2009 года;
- 2009 — террористический акт в отношении пассажиров скоростного фирменного поезда «Невский экспресс» 27 ноября 2009 года;
- 2009 — пожар в ночном клубе «Хромая лошадь» в Перми 5 декабря 2009 года;
- 2010 — террористические акты в Московском метрополитене 29 марта 2010 года;
- 2010 — террористические акты в дагестанском городе Кизляре 31 марта 2010 года;
- 2010 — авиакатастрофа польского самолёта Ту-154 под Смоленском 10 апреля 2010 года;
- 2010 — взрывы на шахте «Распадская» в Междуреченске 8-9 мая 2010 года;
- 2010 — экспертиза по реконструкции обстоятельств расстрела семьи Романовых (царской семьи) в доме Ипатьева в Екатеринбурге в ночь с 16 на 17 июля 1918 года.

### Участие в телевизионных программах в качестве эксперта
- 2013—2018 — Виктор Колкутин участвовал в качестве криминалиста в развлекательном телешоу «Человек-невидимка» на телеканале «ТВ-3», в котором эксперты от науки и экстрасенсорики угадывали гостя. Принял участие в съёмках 13 сезонов и более чем 100 выпусков телепрограммы. По отпечаткам пальцев, губ и по следам зубов на плитке шоколада определял возраст, пол, род деятельности человека, основные черты его темперамента и рассказывал о проблемах с его здоровьем[5]. Был единственным из всех экспертов программы, кто отгадал Татьяну Волосожар, Татьяну Лютаеву, Яну Троянову и Ольгу Машную.
- 2017—2018 — являлся соведущим остросоциального телевизионного ток-шоу «ДНК» на телеканале «НТВ»[2].

## Книги
Виктор Колкутин являлся автором (соавтором) более шестисот печатных научных трудов (из них двадцать семь монографий), трёх руководств, одного учебника, справочника и двух комментариев к Федеральным законам РФ. Имеет четыре патента и десять авторских свидетельств на изобретения, а также более ста рационализаторских предложений, направленных на совершенствование специальных методов исследования в судебной медицине.
Основные из них:
- «Врач и закон» (1998);
- «Исторические очерки военной судебно-медицинской экспертизы» (1999);
- «Процессуальное положение судебно-медицинской экспертизы» (2000);
- «Правовые основы здравоохранения в России» (2000);
- «Судебные экспертизы» (2001);
- «М. И. Авдеев — выдающийся учёный и организатор судебно-медицинской экспертизы» (2001);
- «Правовые основы здравоохранения в России (издание второе, переработанное и дополненное)» (2001);
- «Руководство по судебно-медицинской экспертизе в Вооружённых Силах Российской Федерации на мирное время» (2001);
- «Руководство по установлению личности неопознанных погибших при их массовом поступлении» (2001);
- «Судебно-медицинские аспекты повреждений печени тупыми предметами» (2002)
- «Судебно-медицинская экспертиза повреждений у живых лиц» (2002);
- «Судебно-медицинская экспертиза в случаях гибели плодов и новорождённых» (2002);
- «Проблема прав тяжелобольных и умирающих в отечественном и зарубежном законодательствах» (2002);
- «Судебно-медицинские экспертизы у живых лиц» (2004);
- «Судебно-медицинская экспертиза при подозрении на членовредительство и симуляцию» (2004).
- «Метрологический справочник (для адвокатов и судебных экспертов)» (2007).
- «Комментарий к нормативным правовым документам, регулирующим порядок определения степени тяжести вреда, причинённого здоровью человека» (2008).
- «Экспертная оценка огнестрельных повреждений, причинённых выстрелами из оружия специального назначения» (2009).
- «Судебно-медицинская экспертиза вреда здоровью человека» (руководство, 2009).
- «Судебно-медицинская экспертиза повреждений селезёнки при травме тупыми твердыми предметами» (2010);
- «Проблемные вопросы правового и организационного регулирования производства судебно-медицинских экспертиз» (2011);
- «Работа судебно-медицинского эксперта в судебных процессах» (2012);
- «Организация и содержание судебно-медицинских экспертных исследований в случаях чрезвычайных ситуаций» (2013);
- «Самые нашумевшие преступления истории» (2013);
- Учебник «Криминалистическая тактика» (2013);
- «Применение рентгенологического метода компьютерной томографии в судебной медицине (с целью определения тяжести причинённого вреда здоровью черепно-мозговой травмой)» (2014);
- «Особенности судебно-медицинской экспертизы при массовых инфекционных заболеваниях и меры обеспечения биологической безопасности сотрудников экспертных учреждений Российской Федерации» (2014).

## Награды
- Медаль «За отличие в воинской службе» I степени.
- Медаль «70 лет Вооружённых Сил СССР».
- Медаль «200 лет Министерству обороны».
- Медаль «За воинскую доблесть» II степени Министерства обороны Российской Федерации.
- Юбилейная медаль «300 лет Российскому флоту».
- Медаль «За содействие» Следственного комитета при прокуратуре Российской Федерации (СКП России).
- Медаль Федерации космонавтики России «Первый космонавт Земли Ю. А. Гагарин».
- Медаль Федерации космонавтики России имени академика Сергея Ивановича Репьева.
- Нагрудный знак «200 лет ГВМУ МО РФ».